# Busche Verlagsgesellschaft
Die Busche Verlagsgesellschaft ist ein in Dortmund ansässiger Verlag. Die Produkte bestehen aus Straßenkarten, Büchern, Magazinen, Online-Medien und mobile Applikationen. Zudem richtet Busche zahlreiche Branchenevents aus.

## Historie

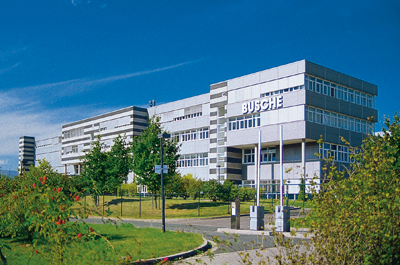
Firmengebäude in der Schleefstraße, Dortmund

Das Unternehmen wurde am 16. Juni 1922 von Fritz Busche zunächst als Buchdruckerei in Dortmund gegründet. Die Buchdruckerei befand sich in der Kaiserstraße. Seit 1991 befindet sich das Produktions- und Verwaltungsgebäude in der Schleefstraße im Ortsteil Aplerbeck. Im Lauf der Zeit entwickelte sich aus der reinen Druckproduktion die Verlagstätigkeit.

## Produkte
Das Busche Programm besteht aus zehn Serien von Kartographie bis Hotellerie und Gastronomie. Es umfasst Straßenkarten, Bücher und Magazine.
- Aral Touristik
- BUSCHE Erlebniskarten
- BUSCHE Guide
- BUSCHE Lifestyle
- BUSCHE Magazine
- BUSCHE Map
- BUSCHE Planokarten
- BUSCHE Pocket
- BUSCHE Weintour
- Gut & Preiswert

## Online-Medien
Im Bereich der Online-Medien ist die Busche Verlagsgruppe seit 1999 tätig. Diese Online-Medien sind Hotel- und Restaurantportale und bieten aktuelle Neuigkeiten aus den Bereichen Hotellerie und Gastronomie.
- www.schlemmer-atlas.de
- www.schlummer-atlas.de
- www.tagungshotels.de
- www.spa-highlights.de
- health.busche.de

## Mobile Applikationen
Zusätzlich zu den Print-Publikationen erscheinen die Restaurant- und Hotelführer Schlemmer Atlas und Schlummer Atlas sowie das Magazin spa highlights als mobile Applikation. Die Apps gibt es für iPhone, iPod touch und iPad sowie für Android-Geräte kostenlos im App Store bzw. Google Play Store.

## Veranstaltungen
Seit 1998 veranstaltet die Busche Verlagsgesellschaft auch geschlossene Society- und Branchen-Events in Deutschland und seit 2012 auch in Österreich.
- Business Diamond
- BUSCHE GALA
- Branchentreff Schlummer Atlas Top 50 Hoteliers
- Branchentreff Schlemmer Atlas Top 50 Köche
- Branchentreff Schlemmer Atlas Top 20 Köche Österreich
- Branchentreff Schlemmer Atlas Top 50 Sommeliers
- SPA Diamond
- Busche Branchenupdate